# Astrolabio (album)
Astrolabio è il secondo album del gruppo italiano di rock progressivo dei Garybaldi. È stato prodotto da Maurizio Salvadori e pubblicato nel 1973 dalla Fonit.
I brani presenti sono solo due, uno per ogni lato del disco.
Si tratta di un long playing molto apprezzato dagli appassionati del genere, presente nella selezione del libro "I 100 migliori dischi del Progressive Italiano", del 2014, scritto dal critico Mox Cristadoro.

## Tracce

### Lato A
- Madre di cose perdute - 20:32

### Lato B
- Sette - 21:26

## Formazione
- Bambi Fossati - chitarra e voce
- Sandro Serra - basso e voce
- Maurizio Cassinelli - batteria e voce
- Lio Marchi - tastiere